# 中央聯合辦公大樓
行政院中央聯合辦公大樓，又稱中央聯合辦公大樓，是中華民國行政院屬下各部會位於台北市中正區的合署辦公大樓。四周為台大醫院、教育部、立法院及開南高中。本大樓分為北棟、南棟兩棟，並進駐許多中央部會機關。

## 進駐機關

### 北棟
| 使用樓層 | 使用機關                       |
| -------- | ------------------------------ |
| 18F      | 財團法人臺港經濟文化合作策進會 |
| 17F      | 大陸委員會                     |
| 16F      | 大陸委員會政風室               |
| 15F      | 大陸委員會                     |
| 14F      | 公平交易委員會                 |
| 13F      | 公平交易委員會                 |
| 12F      | 公平交易委員會                 |
| 11F      | 行政院人事行政總處             |
| 10F      | 行政院人事行政總處             |
| 9F       | 行政院人事行政總處             |
| 8F       | 國家發展委員會（濟南辦公室）   |
| 7F       | 國家發展委員會（濟南辦公室）   |
| 6F       | 國家發展委員會法制協調處       |
| 5F       | 外交部領事事務局               |
| 4F       | 外交部領事事務局               |
| 3F       | 外交部領事事務局               |
| 2F       |                                |
| 1F       | 民眾洽公區                     |

### 南棟
| 使用樓層 | 使用機關                             |
| -------- | ------------------------------------ |
| 18F      | 公用會議室                           |
| 17F      | 僑務委員會                           |
| 16F      | 僑務委員會                           |
| 15F      | 僑務委員會                           |
| 14F      | 教育部青年發展署                     |
| 13F      | 教育部青年發展署                     |
| 12F      | 教育部終身教育司、統計處             |
| 11F      | 中央選舉委員會、教育部法制處         |
| 10F      | 中央選舉委員會                       |
| 9F       | 內政部                               |
| 8F       | 內政部                               |
| 7F       | 內政部地政司                         |
| 6F       | 內政部                               |
| 5F       | 內政部                               |
| 4F       | 文化部蒙藏文化中心                   |
| 3F       | 公共服務櫃檯、內政部、教育部、僑委會 |
| 2F       |                                      |
| 1F       | 民眾洽公區                           |

## 大樓週邊
- 台大醫院站
- 立法院
- 中華民國教育部
- 經濟部標準檢驗局
- 台大醫院
- 國立臺灣大學城中校區
- 台灣大學校友會館
- 臺北市開南高級中等學校